# Wizja TV
Wizja TV (zapis stylizowany: WIZJA TV) – pierwsza polska telewizyjno-radiowa satelitarna platforma cyfrowa, która rozpoczęła nadawanie 18 września 1998.

## Historia
Testowe emisje programu telewizyjnego Wizji TV ze studia w podlondyńskim Maidstone trwały od września 1997 r., 2 miesiące po zarejestrowaniu w Urzędzie Patentowym Rrzeczypospolitej Polskiej znaku towarowego dla Wizji. W czasie pierwszych testowych emisji kanałów zarejestrowano również ostateczną nazwę dla platformy – Wizja TV – i jej znaki towarowe oraz wczesne nazwy kanałów tej platformy, tj. Wizja One, Wizja Movies, Wizja Sports i Wizja Kids. W styczniu 1998 roku zarejestrowano znak towarowy Wizji 1 oraz 3 dodatkowe jego warianty: Wizja 1 Filmy, Wizja 1 WOW i Wizja 1 Sport.
1 kwietnia 1998 oficjalnie rozpoczęła nadawanie pierwsza stacja tej platformy – Wizja Jeden. 2 kwietnia 1998 Centrum Nadawcze w Maidstone było już w pełni gotowe do uruchomienia pierwszej w Polsce satelitarnej telewizji cyfrowej, a kilka dni później w Katowicach otwarto Telefoniczne Centrum Obsługi Klienta Wizji TV. Platforma miała wystartować 18 kwietnia 1998, jednak na skutek podpisania listu intencyjnego przez Canal+ Polska w sprawie opóźnienia startu Wizji TV jej inauguracja została opóźniona o pół roku. Pomimo tego, w czerwcu 1998 r. wprowadzono 12 zagranicznych kanałów tematycznych w języku polskim Wizji TV do pakietu podstawowego Polskiej Telewizji Kablowej (600 tysięcy abonentów). 1 lipca 1998 rozpoczęła się dystrybucja indywidualnych zestawów odbiorczych (dekoderów) dla osób zapisanych na listę rezerwacji. Rzeczywisty i oficjalny start projektu miał miejsce 18 września 1998, a Wizja TV oferowała 18 kanałów tematycznych, w tym 16 w języku polskim. Założycielem była amerykańska spółka At Entertainment Inc., wkrótce potem przejęta przez operatora telewizji kablowej UPC. W projekcie Wizja TV uczestniczył również Philips, który dostarczał indywidualne zestawy odbiorcze, tworząc sieć dystrybucyjną w oparciu o autoryzowane punkty sprzedaży oraz Astra (operator satelitarny). 1 marca 2002 nastąpiła fuzja Wizji TV z konkurencyjną platformą Cyfra+, w wyniku której utworzona została Nowa Cyfra+. Wizja TV nadawana była z satelity Astra 19,2°E, kodowana w systemie CryptoWorks.
Pakiet cyfrowy programów Wizja TV był adresowany zarówno do odbiorców indywidualnych (DTH), jak i abonentów sieci kablowych. Programy otrzymały koncesję od Independent Television Commission (angielskiego organu koncesyjnego dla telewizji komercyjnej), dzięki czemu korzystały z ochrony Europejskiej Konwencji o Telewizji Ponadgranicznej. Wizja TV była nadawana z użyciem najnowszej wtedy cyfrowej technologii zwanej DVB MPEG-2. Korzystała ze stacji dosyłowej do satelity w Maidstone i była retransmitowana z pozycji 19,2 E (Astra), skąd trafiała do abonentów sieci kablowej PTK oraz odbiorców indywidualnych. Wizja TV była pierwszym w Europie przypadkiem, gdy platformę cyfrową dla danego kraju tworzył w całości podmiot zagraniczny i emitował programy spoza granic państwa dla którego były one przeznaczone.

## Oferta programowa
- programy własne: Twoja Wizja, Wizja Jeden (później z pasma sportowego Wizji Jeden został wydzielony osobny kanał, Wizja Sport, który zastąpił Twoją Wizję), Wizja Pogoda
- programy filmowe: Hallmark Channel, HBO, Romantica, TCM (dzielił czas antenowy z Cartoon Network)
- programy dla dzieci: Fox Kids (dzielił czas antenowy z Bet on Jazz), Cartoon Network (dzielił czas antenowy z Turner Classic Movies, inaczej TCM),
- programy dokumentalne i edukacyjne: National Geographic Channel, QuesTV, Travel Channel (dzielił czas antenowy z Wizja Pogoda), Discovery Channel, Animal Planet
- programy sportowe: Eurosport (dodany niedługo po starcie)
- programy muzyczne: Atomic TV, Bet on Jazz International, MTV Europe
- program informacyjny: CNN International

Wszystkie programy, oprócz CNN International, Bet on Jazz i MTV, były prezentowane w polskiej wersji językowej, choć nie od razu przez cały czas emisji. Odbiorcy indywidualni, którzy zakupili zestawy cyfrowe do odbioru Wizji TV, mieli również dostęp do ponad 40 innych niekodowanych programów telewizyjnych i 30 stacji radiowych, nadawanych za pośrednictwem satelity Astra. Odbiór odbywał się za pośrednictwem terminali Philips DSB3010, a w późniejszym okresie Philips DSX6010, wyposażonych w system kontroli dostępu CryptoWorks.
Pierwotnie w ofercie Wizji TV miały się również znaleźć kanały takie jak Knowledge TV (popularnonaukowy) czy też Shopping TV (telezakupowy) oraz Sci-Fi Channel (filmowy), jednak przez opóźnienie startu platformy finalnie te kanały nie pojawiły się w ofercie.
Później w ofercie Wizji TV znalazły się również polskie stacje telewizyjne: TVN, Nasza TV (później TV4), Polsat, Polsat 2, RTL 7, TVP1, TVP2, Super 1, Polonia 1, TV Niepokalanów (później TV Puls) i nowe kanały tematyczne:
- program filmowy: Wizja Le Cinema,
- programy lifestyle: Club, Avante, E!,
- program dokumentalny: Reality TV,
- programy sportowe: Wizja Sport (został wydzielony z pasma na Wizji Jeden), Eurosport News, Extreme Sports Channel,
- programy muzyczne: VH-1 (zastąpił MTV Europe), MTV 2, MTV Base, VH-1 Classic, MTV Polska (zastąpił Atomic TV),
- programy informacyjne: TVN 24,
- program dla abonentów: Wizja Info,
- program erotyczny: Private Gold (dodatkowo płatny).

Oferta platformy Wizja TV była skierowana do odbiorców indywidualnych, którzy zakupią zestaw do odbioru satelitarnego oraz abonentów sieci kablowych (programy Wizji TV dostępne były w największej w Polsce sieci telewizji kablowej, UPC Telewizja Kablowa). Abonenci sieci telewizji kablowych nie potrzebowali do odbioru programów z pakietu Wizji TV dodatkowego sprzętu (poza HBO, kanałem dodatkowo płatnym). Wystarczyło być abonentem pełnego pakietu programów oferowanych w sieciach UPC Telewizji Kablowej. Przez krótki okres Wizja TV oferowała także satelitarny dostęp do Internetu, tzw. Chello satelitarne. Kanałem zwrotnym w tym przypadku był zwykły modem telefoniczny.